# Benjamin de Tudèle
Pour les articles homonymes, voir Benjamin.
Benjamin de Tudèle (en hébreu : בִּנְיָמִין מִטּוּדֶלָה, prononcé [Binjamin mitoudéla]) est un rabbin navarrais (basque), né à Tudela en Navarre vers 1130 et mort en 1173. Il est l'auteur d'un récit de voyage inachevé, le Sefer massa'ot. Avec sa vaste formation et sa bonne connaissance des langues, il est une figure majeure de la géographie et l'histoire juive médiévale. Ses descriptions de l'Asie occidentale précèdent celles de Marco Polo d'une centaine d'années.
Le récit de ses voyages est un travail important concernant la description des communautés juives de l'époque, ainsi que la géographie et l'ethnographie du Moyen Âge. Son itinéraire, décrit en hébreu, traduit en latin, puis dans la plupart des principales langues européennes, retient l'attention des érudits de la Renaissance, au XVIe siècle, et celle des orientalistes français et anglais de la fin du XVIIIe siècle et du début du XIXe siècle.

## Biographie
Il désire visiter toutes les synagogues connues du monde pour décrire les mœurs et les cérémonies de chacune. On sait de lui seulement ce qu'il relate dans son récit de voyage. Les historiens ne s'accordent pas entre eux sur le départ de son voyage. Pour certains historiens, il aurait quitté Tudèle en 1159; d'autres pensent qu'il est parti à une date plus tardive, autour de 1165 pour y revenir vers 1173. Le doute pèse également sur son véritable itinéraire. La critique unanime tient pour apocryphes les sections de l'ouvrage consacrées à l'Extrême-Orient et à l'Europe centrale. Il passe par la Grèce, Constantinople, la Syrie, la Palestine et la Mésopotamie. On pense qu'il devait avoir une formation de teinturier, voire qu'il avait exercé cette profession, étant donné l'intérêt particulier qu'il porte à cet artisanat dans les régions visitées. Son intérêt pour les pierres précieuses fait avancer une autre hypothèse : qu'il ait été marchand engagé dans le commerce international des pierres précieuses. Pour d'autres historiens, il aurait été envoyé par des communautés ou académies juives espagnoles en quête de secours matériels de la part de coreligionnaires. Il est enfin considéré comme un proto-sioniste, envoyé par les Juifs espagnols estimer les conditions d'un possible retour en Palestine. Aucune hypothèse n'est exclusive.
On a de lui une Relation de ses voyages, rédigée en hébreu à partir de 1165, imprimée à Constantinople en 1543 ; traduite en latin, Leyde, 1633 et en français par le chevalier Jean de Laroque. Son livre, traduit dans la plupart des langues européennes, a particulièrement été apprécié par les humanistes de la Renaissance, au XVIe siècle. Pour l'historienne du Moyen-Âge Juliette Sibon, il y a un doute concernant le fait que Benjamin ait voyagé, et considère que « le Sefer massa’ot est d’abord une élaboration livresque adaptée aux besoins intellectuels et pratiques des juifs de son temps. »

## Itinéraire

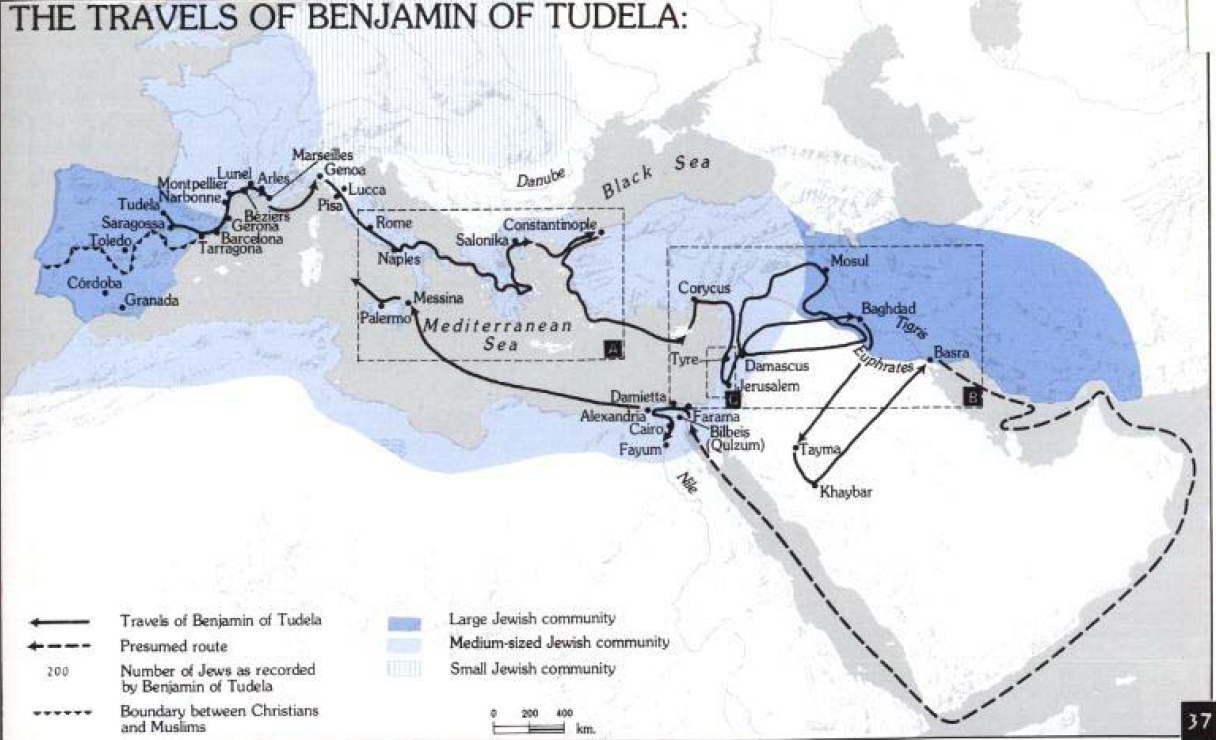
Les voyages de Benjamin de Tudèle.

Il part de Navarre vers 1165, dans ce qui peut avoir commencé comme un pèlerinage en Terre sainte. Les motivations peuvent avoir été variées :
- voyage en Terre Sainte,
- visite approfondie de toutes les communautés juives, pour établir
  - un guide des étapes de voyage, et d'hospitalité, pour les pèlerinages,
  - un réseau, commercial ou religieux,
  - les possibilités d'émigration, principalement en cas d'oppression ou d'expulsion…

Il prend le « long chemin », s'arrêtant fréquemment, pour rencontrer les gens, visiter les lieux, décrire les occupations, établir un décompte démographique des Juifs dans chaque ville et région.
Le voyage commence dans sa ville natale de Tudela, en Navarre, avant de rejoindre Saragosse, dans le Royaume voisin d'Aragon, en suivant la basse vallée de l'Ebre, s'oriente au nord vers la France, puis le port de Marseille. Après la visite de Gênes, Lucques, Pise et Rome, c'est la Grèce et Constantinople. En Asie, il visite la Syrie, le Liban, la terre d'Israël, et le nord de la Mésopotamie (qu'il appelle Schinear) avant d'atteindre Bagdad. De là il se rend en Perse, puis coupe à travers la péninsule arabique vers l'Égypte et l'Afrique du Nord. Le retour en péninsule ibérique se réalise en 1173.

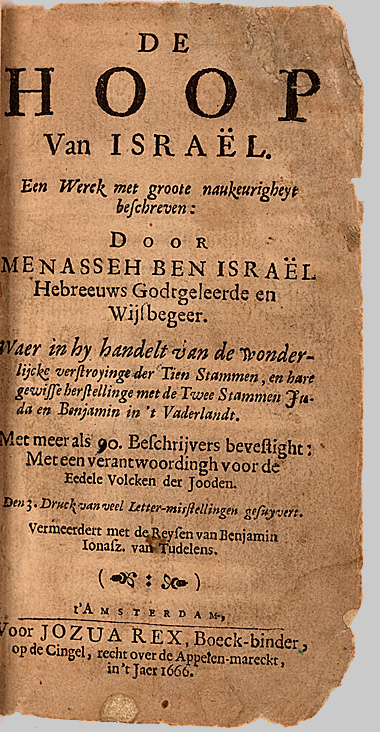
Frontispice de L'Espoir d'Israël et l'itinéraire de Benjamin de Tudela par Menasseh ben Israel, 1666.

Sa visite aux ruines de Mossoul à l'extérieur de Bagdad est l'une des premières descriptions précises du site de l'ancienne Ninive. Il visite et évoque plus de 300 villes, dont beaucoup sont importantes dans l'histoire juive, comme Suse, Soura, et Poumbedita dans le sud de la Perse. En outre, il recueille des informations sur des domaines qui excèdent ses pérégrinations, dont la Chine et le Tibet ou par exemple les hashishin, les fumeurs de chanvre.
Son récit, Les voyages de Benjamin (מסעות בנימין, Masa'ot Binyamin, aussi connu comme ספר המסעות, Sefer ha-Masa'ot, Le Livre de Voyages), décrit les pays visités, principalement les communautés juives, précisant leur population totale et les noms des chefs de la communauté, les coutumes locales, des populations juives et non juives, surtout en ville. Il fournit des descriptions détaillées des sites, des monuments, des bâtiments importants, des marchés. Près de trois cents localités sont mentionnées mais moins d'une dizaine donnent lieu à une description détaillée.
Benjamin cite ses sources, et les historiens le considèrent comme fiable. Certains de ses témoignages sont importants. Beaucoup furent utiles aux voyageurs qui lui succédèrent. Une partie de son récit, cependant, se base sur des récits qu'il recueillit et certaines de ses informations sont incorrectes.

## Commémoration
Le nom de Benjamin de Tudela a été adopté par un voyageur au milieu du XIXe siècle et auteur, connu sous le nom de Benjamin II.
Une des œuvres principales de Mendele Moïkher Sforim, important écrivain russe juif du XIXe siècle, est en 1878 le Massoes Benyomen Hashlishi (מסעות בנימין השלישי) (Les errances de Benjamin III), qui est considéré comme une sorte de Don Quichotte juif, et dont le titre est clairement inspiré du livre de Benjamin de Tudèle.
Une rue du quartier de Rehavia à Jérusalem est nommée en son honneur, tout comme une rue dans l'ancien quartier juif de sa ville natale de Tudela.
Le poète israélien Nathan Alterman a écrit un poème au sujet de Benjamin de Tudèle, qui a été mis en musique par Naomi Shemer et a souvent été diffusé à la radio israélienne.

## Œuvres
Pour le détail de l'histoire des copies et éditions du Voyage de Benjamin de Tudèle, voir : Eliakim Carmoly, Notice historique de Benjamin de Tudèle, suivi de Examen géographique de ses voyages par Joachim Lelewel, éd. Kiessling, Bruxelles et Leipzig, 1852 (en ligne sur Gallica). – Cette notice d'un grand intérêt redresse beaucoup d'erreurs des traductions antérieures à 1907.
- Le texte fut recopié à la main pendant deux siècles (parfois avec des variantes erronées du copiste).
- 12-בנימין בר יונה, מטודלה, המאה ה (Benjamin ben Yona, de Tudèle, xiie siècle), Constantinople,  1543. Première édition imprimée, en hébreu.
- Une édition italienne (Abraham Usque, éditeur à Ferrare) et plusieurs éditions de Fribourg-en-Brisgau et Bâle (éditeur, Sifroni) du texte en hébreu suivirent.
- Itinerarium Benjamini Tudelensis, éd. Plantin, Anvers, 1575. Traduction de l'hébreu en latin par Benoit Arian Montan (Arias Montanus). – Première traduction de l'hébreu en langue européenne.
- Itinerarium Benjaminis, éd. Lugduni Batavorum ex officina Elzeviriana, Leyde, 1633 (réédition de 1764 sur GBook). Edition bilingue en hébreu et en latin à partir de la traduction de Benoit Arian Montan, par Constantin l'Empereur. – Carmoly : « a fait le plus de mal à la réputation de Benjamin de Tudèle... la plupart des savants qui ne travaillèrent plus sur Benjamin que d'après lui, attribuèrent à notre savant toutes les fautes de son traducteur, et le firent tomber dans le mépris ».
- Recueil de divers voyages faits en Tartarie, en Perse et ailleurs, éd. Pieter van der Aa, Leyde, 1729, 2 volumes (en ligne sur GBook. Le premier voyage de ce Recueil est la relation de Benjamin de Tudèle, attribué à Pierre Bergeron d'après la traduction latine de Benoit Arian Montan (Arias Montanus). – Contient d'autres récits de voyages et des cartes géographiques.
- Travels of Rabbi Benjamin, son of Jonah, of Tudela, through Europe, Asia, and Africa, éd. Robson, Murray et Davis, Londres, 1783. Traduit en anglais par le rév. B. Gerrans.
- Voyages de Rabbi Benjamin, fils de Jona de Tudèle, en Europe, en Asie et en Afrique, depuis l'Espagne jusqu'à la Chine, où l'on trouve plusieurs choses remarquables concernant l'histoire et la géographie et particulièrement l'état des Juifs au douzième siècle, traduit de l'hébreu et annoté par Jean-Philippe Baratier, Amsterdam, 1734 (en ligne sur Gallica). – Fils d'un pasteur, Baratier est dit avoir rédigé ce texte à 11 ans ; plusieurs fois reprise dans des éditions postérieures (notamment par Édouard Charton, en ligne sur Remacle), cette traduction présente des erreurs ainsi que les notes qui l'accompagnent.
- Voyages de Benjamin de Tudelle, autour du monde, commencé l'an 1173, aux frais du gouvernement, Paris, 1830 (en ligne sur Gallica). – C'est la traduction de Baratier révisée avec celle de Montan, publiée ensemble avec les récits de voyage de Jean de Plan Carpin, Ascelin de Lombardie et Guillaume de Rubrouck. – Depuis les travaux de Silvestre de Sacy (1778-1838) sur les langues orientales anciennes et modernes le pouvoir s'intéressait aux cultures et aux langues issues du Moyen Orient.
- The Itinerary of Benjamin of Tudela, New-York, 1840, traduit en anglais et annoté par A. Asher, 2 volumes (en ligne sur Archive). – Traduction erronée selon Eliacin Carmoly (qui la qualifie d’« imposture littéraire ») mais avec une bibliographie intéressante.
- The Itinerary of Benjamin of Tudela – Critical Text, Londres et New York, 1907, 18 fascicules. – Édition critique importante, en hébreu et en anglais, par Marcus Nathan Adler (en) (texte anglais en ligne sur Gutenberg.org).
- Même titre, même auteur : édition du texte anglais (présentation critique et traduction), New York, 1907.
- Les voyageurs juifs du Moyen âge, xiie siècle : Benjamin de Tudèle, Pétahia de Ratisbonne, Natanaël Hacohen, éd. Massoreth, Aix-en-Provence, 1986, 232 pp. Récits, traduction et présentation par Haïm Harboun.